# Critoniopsis paradoxa
Critoniopsis paradoxa là một loài thực vật có hoa trong họ Cúc. Loài này được (Sch.Bip.) V.M.Badillo mô tả khoa học đầu tiên năm 1983.